# Dysgnathia albifusa
Dysgnathia albifusa är en fjärilsart som beskrevs av W. Warren 1913. Dysgnathia albifusa ingår i släktet Dysgnathia och familjen nattflyn. Inga underarter finns listade i Catalogue of Life.